# Carel Lanters

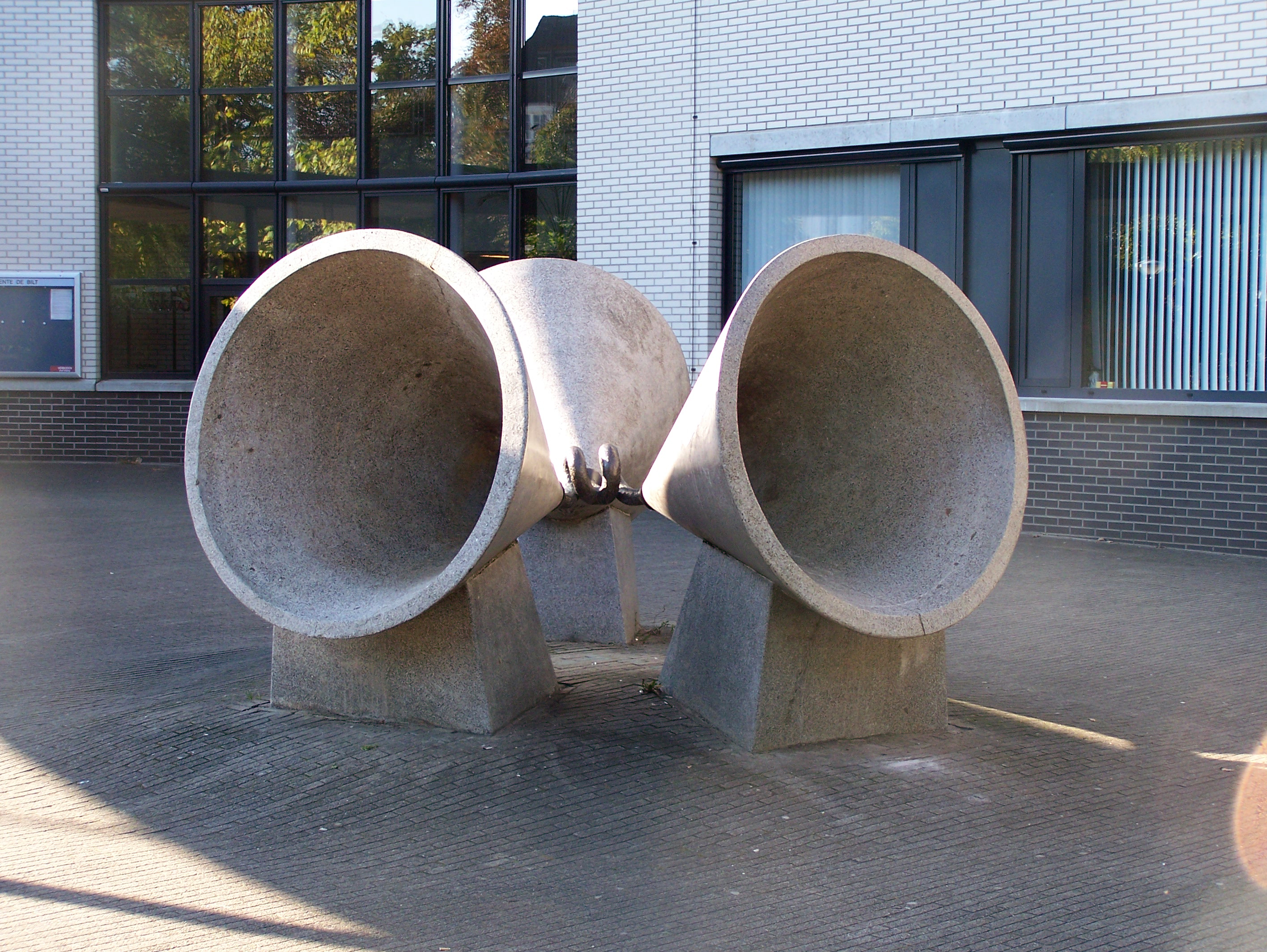
Communicatiebron (1996), Bilthoven

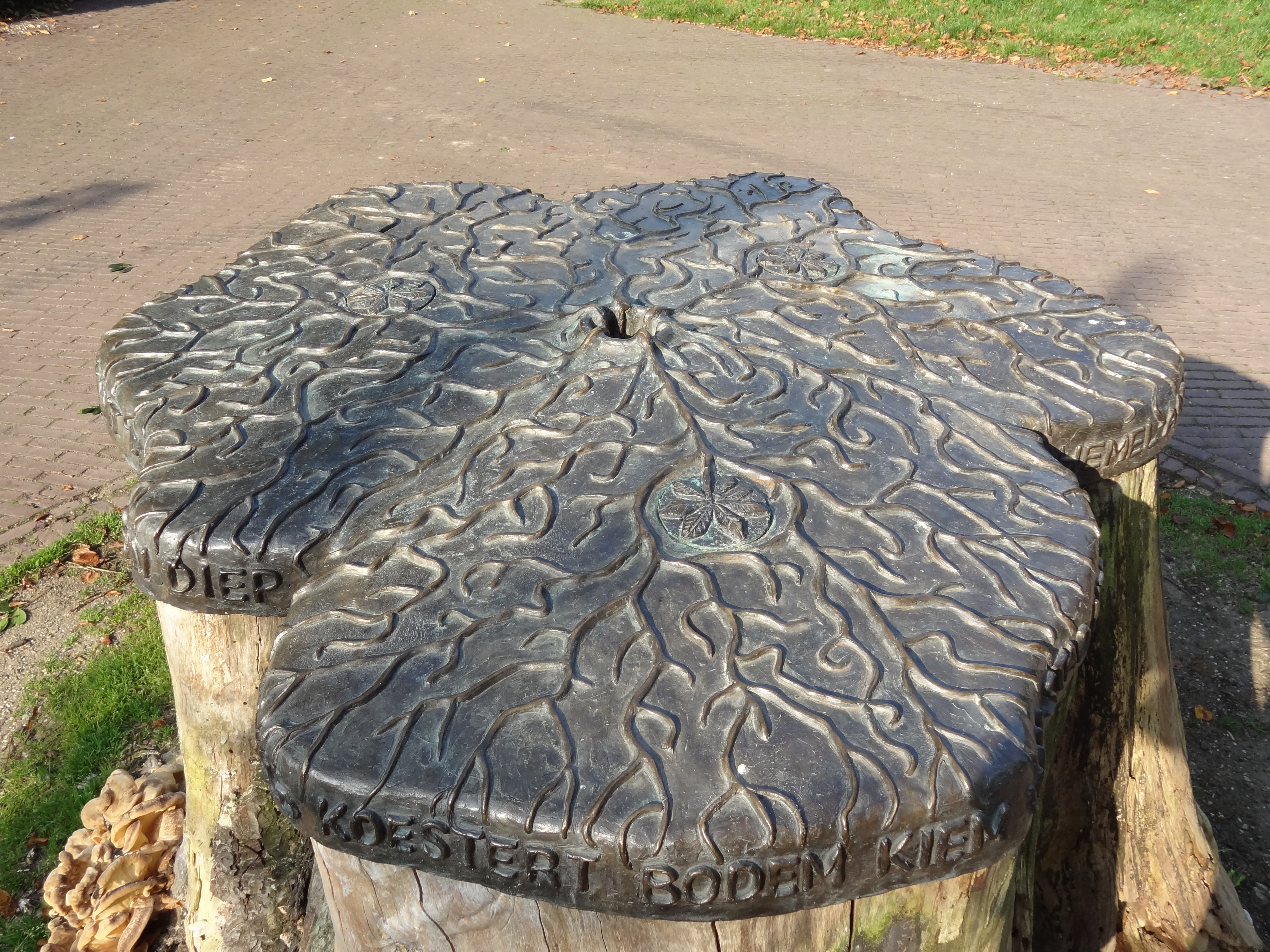
Het verleden van een boom (2006), Nijmegen

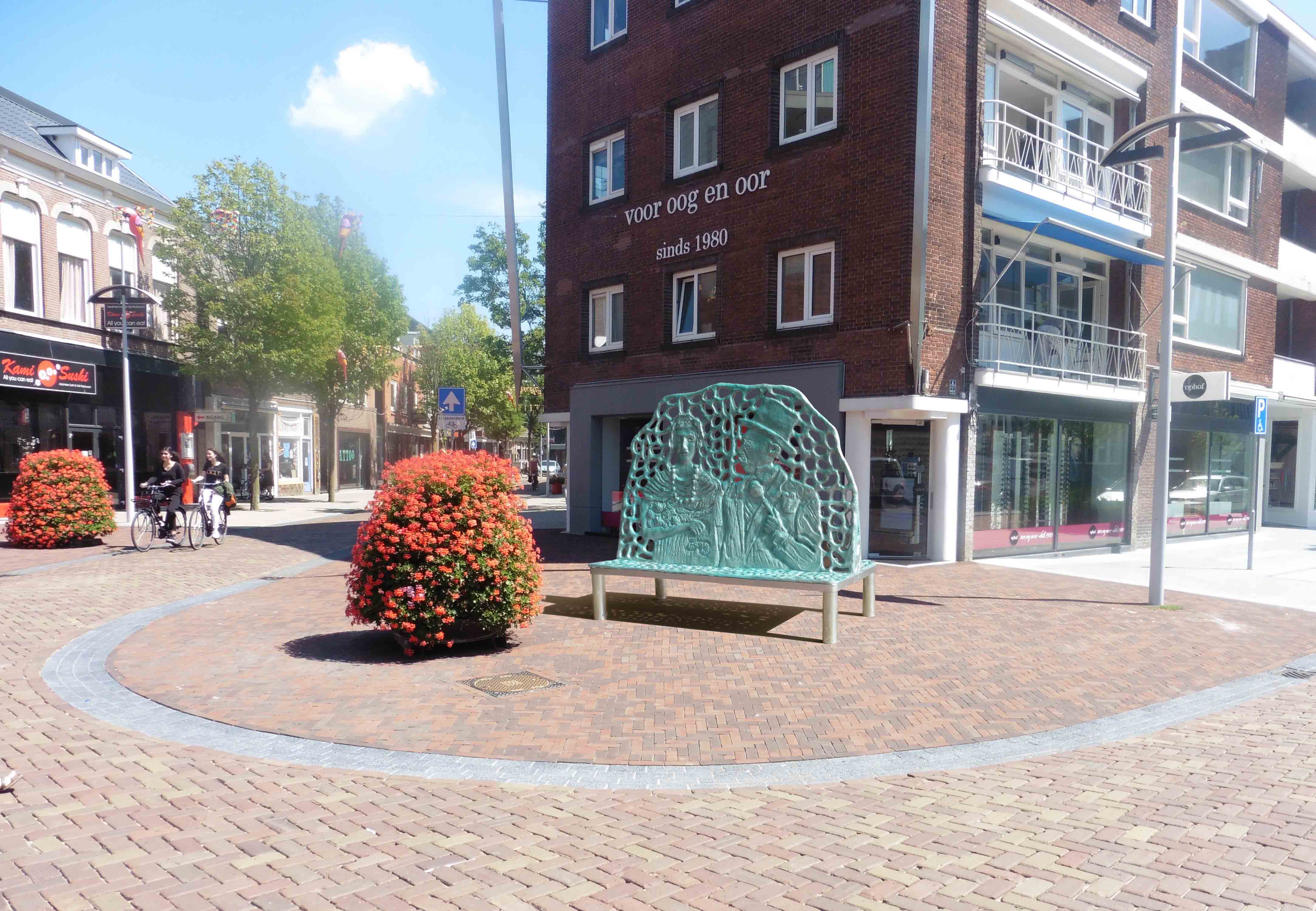
Schetsontwerp Menthol en Roosje (2016), Hengelo, 2016-2017

Carel Lanters (Didam, 18 februari 1955) is een Nederlandse beeldend kunstenaar. Naast vrij werk zoals tekeningen, beelden en akoestische performances realiseert hij opdrachten voor monumentale werken in de openbare ruimte en is hij actief als curator van groepstentoonstellingen.

## Leven en werk
Lanters volgde zijn opleiding aan de Academie voor Kunst en Industrie te Enschede. Zijn mentoren waren onder andere de Arnhemse kunstenaar Ad Gerritsen en de IJslandse kunstenaar Sigurdur Gudmundsson. In 1994 maakte Lanters het kunstenaarsboek Magneetgeheugen. Van 2006 tot 2014 was hij als docent sculptuur verbonden aan ArtEZ hogeschool voor de kunsten Arnhem afdeling Fine Art. Lanters woont en werkt in Arnhem en is getrouwd met de uit Zuid-Korea afkomstige kunstenares Lee Eun Young.

### Beeldhouwer
In 1981 studeerde Lanters af met het project Toonbeelden, waarbij hij onder meer holle afgietsels van boomtakken vertoonde die als blaasinstrument bespeeld konden worden. In 2021 werd de muziekcassette met 4 composities voor 10 hoorns, opnieuw uitgegeven.
Carel Lanters gebruikt elementen uit de natuur en uit de cultuur als aanleiding om beelden te maken. Door bestaande vormen (bijvoorbeeld van takken of flessen) te combineren met andere voorwerpen, om te zetten in andere materialen (brons, ijzer, hout, piepschuim, glas) ontstaan er nieuwe waarnemingsmogelijkheden. Hij maakte in 1993 bijvoorbeeld een manshoge beeld van piepschuim, gebaseerd op een fles in de vorm van een Spaanse danseres. Het beeld werd op een draaiende sokkel getoond op verschillende plekken en aangekocht door de ABN AMRO Kunstcollectie.
In 2013 keerde Lanters in zijn vrije werk terug naar zijn vroege maskers, die hij in het begin van de jaren 80 exposeerde in het Gemeentemuseum Den Haag. Ook nu weer integreerde hij de maskers met klankruimtes alsof het blaasinstrumenten zouden kunnen zijn.

### Buitenbeelden
Monumentale beelden van Carel Lanters zijn te zien op meerdere plaatsen in Nederland. Zo maakte hij voor een rotonde in Zeist een grote metalen tak die, bezet met brokken kristalglas, op enkele meters hoogte in de lucht lijkt te zweven: De tak van Salzburg. Op de verkeersborden in de omtrek zijn bronzen takvormen aangebracht.
Voor zijn kunst vraagt Lanters regelmatig de participatie van de plaatselijke bevolking. Zo vroeg hij in Emmen aan passanten of zij de richting wilden wijzen naar het stadhuis, met het CBK, en nam dan foto's van hen die als geëmailleerde borden op straathoeken werden aangebracht. In Dordrecht konden buurtbewoners helpen bij het aanbrengen van tegelmozaïeken aan straatmeubilair. In Elst konden inwoners door middel van een website een persoonlijke keuze maken uit keramische beelden die zouden worden aangebracht in nissen aan de buitenzijde van hun woningen.

### Performer
Als performancekunstenaar bespeelt Lanters allerhande zelfgemaakte blaasinstrumenten: Soundperformance (hoorn), 1981. Sinds jaren bespeelt Lanters ook de Ierse Uilleann pipes. Hij verbleef eind 2004 drie maanden in een gastatelier op Inis Oirr, het kleinste van de drie Ierse Araneilanden in de Atlantische Oceaan. Hij keerde vele malen terug op dit eiland. Naderhand maakte hij 'zeewiertekeningen' die hij tentoonstelde in de koepelzaal van het Museum voor Moderne Kunst Arnhem en in galerie De Buytensael eveneens in Arnhem.

### Fotograaf
Samen met de beeldend kunstenaar Jan Wierda vormde Lanters het fotografen-duo De Realisten, dat gefocust was op stereoscopie. Het kunstenaarsduo is genoemd naar een uit de mode geraakt cameramodel met dubbelobjectief, waarmee men stereofoto's kan maken. De mogelijkheden van driedimensionale visualisatie werden door de Realisten op experimentele wijze onderzocht en in beeldende installaties gepresenteerd. Sinds 2015 werkt hij intensief met de Pinholecamera. Hij werkt binnen dit medium ook samen met andere kunstenaars.

Pinholecamera (gaatjescamera)

### Werken in de openbare ruimte
(alfabethisch naar plaatsnaam)
- Amsterdam, Entree Rozenoordbrug (2006) (tourniquet; staal en aluminium)
- Arnhem Rijnstate ziekenhuis, de Geheugenboom (2017)
- Berkelland, Eibergen. 2021. route van de Berkel
- Bilthoven, Communicatiebron (1996), granito
- Den Haag, 2024 Zeegezicht bij basisschool de Spiegel ism Stroom
- Diemen, Lotus (2002), zitbank; beton en glasmozaïek
- Dordrecht, Sublimatie (1998), straatmeubilair; tegelmozaïek
- Eibergen, Levend weefsel (1994), boomroosters en -hekken[4]
- Elst, Denkbeelden (2006), keramiek[5]
- Emmen, Kunt u mij de weg wijzen? (1998), emaille
- Heemstede, De griffioenen (2008), boomrooster/zitbank; brons
- Hengelo, Menthol en Roosje (2017), zitbank
- Hoorn, Zeewierbrug (2007)
- Inis Oírr, Ierland St. Caomham Cross (2007), brons
- Laren, Een botanische rondleiding (2004), bronzen afvoerdeksels
- Nijmegen, Het verleden van een boom (2006), brons
- Tynaarlo, De zuil van Tynaarlo (2011)[6]
- Zeist, De tak van Salzburg (1999), staal, glas, brons

## Afbeeldingen

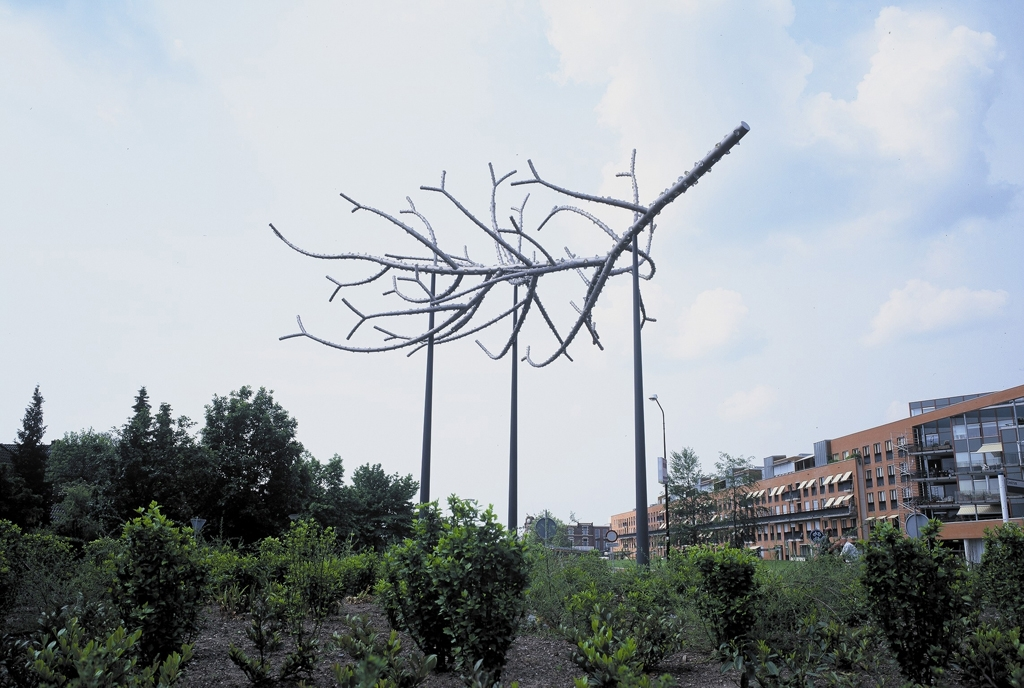
De tak van Salzburg (1999), Zeist
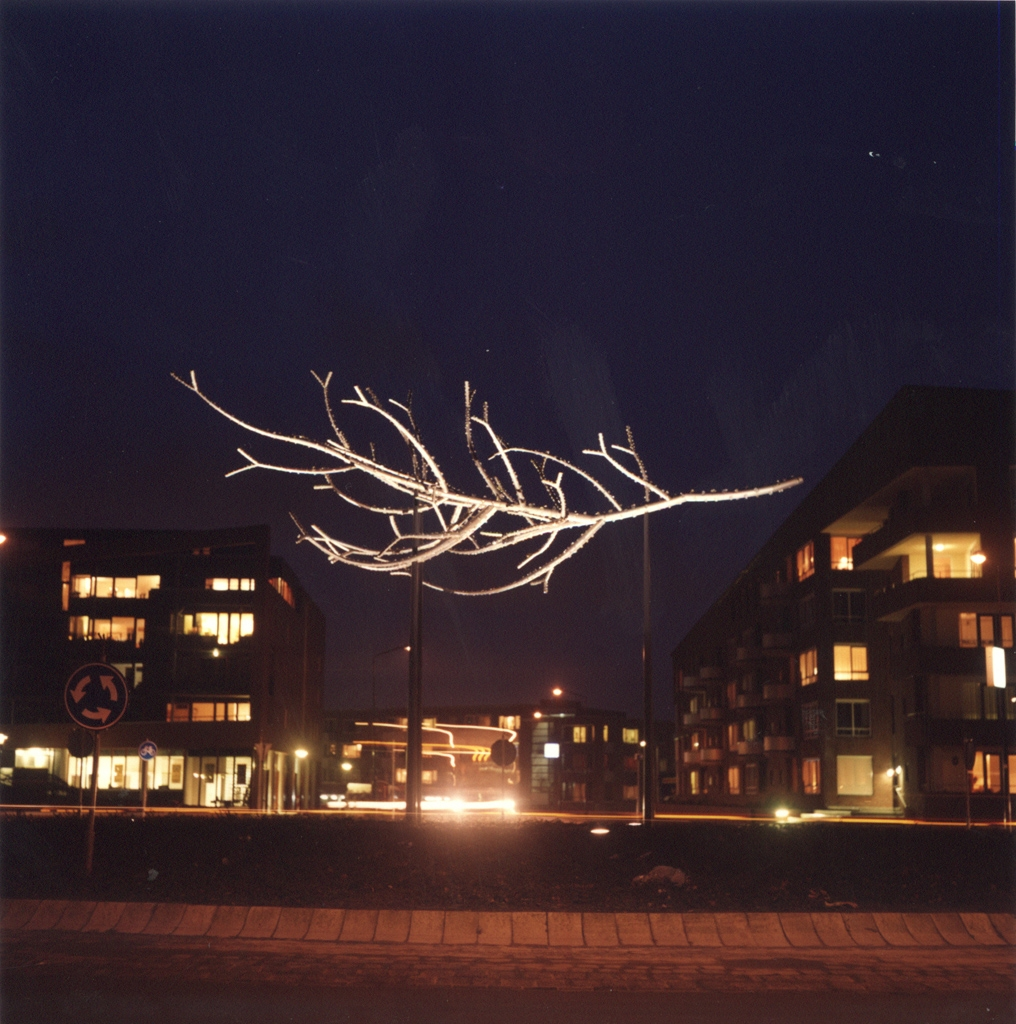
De tak van Salzburg bij nacht (1999), Zeist
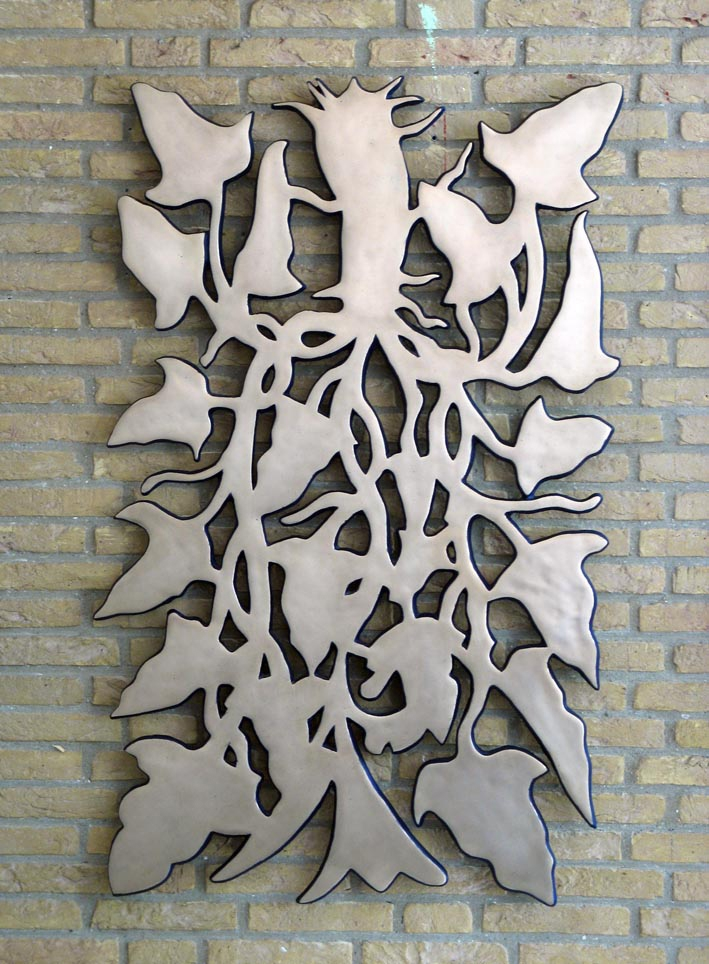
Ode aan Dodonaeus (2000), Arnhem
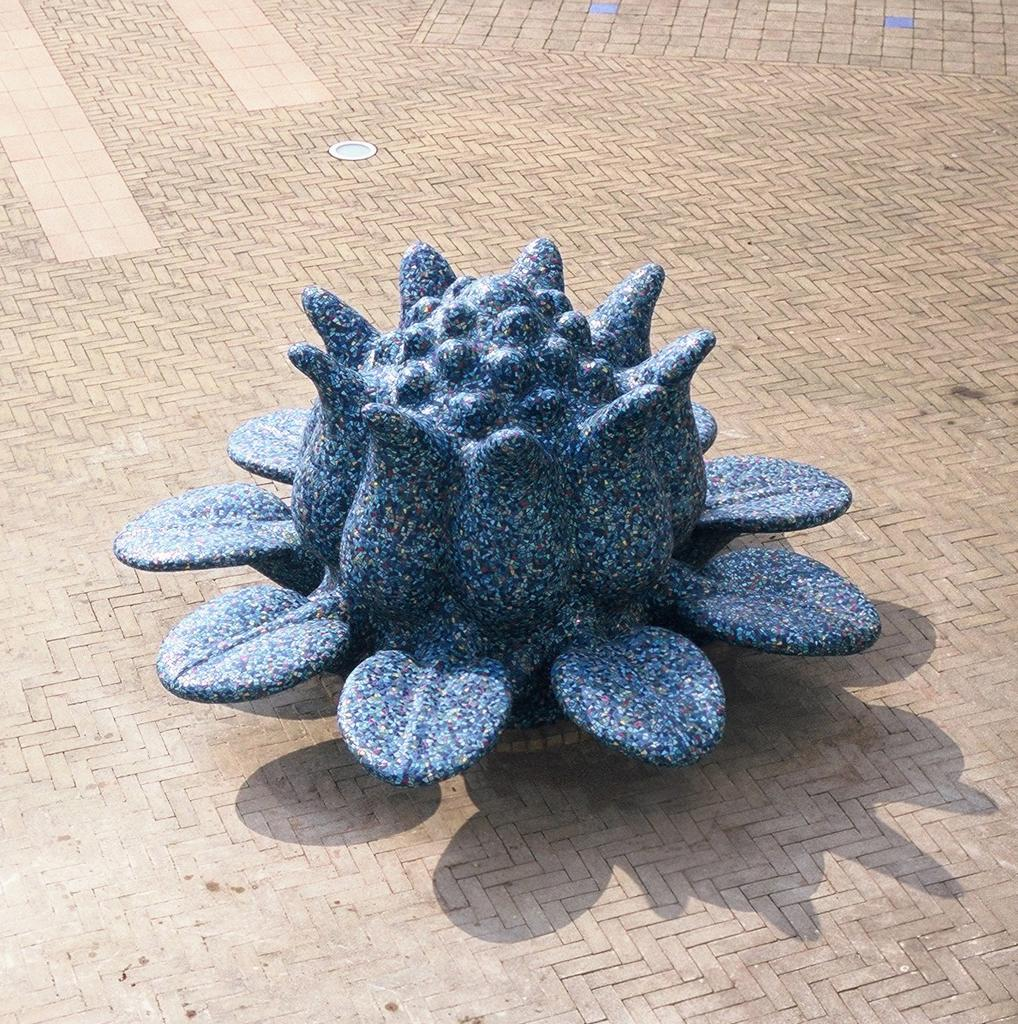
Lotus (2002), Diemen
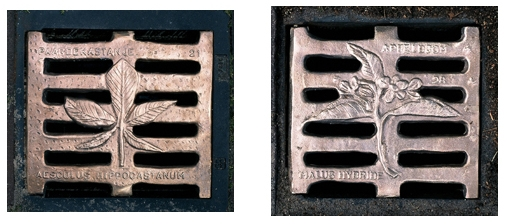
Botanische Rondleiding (2004), Laren
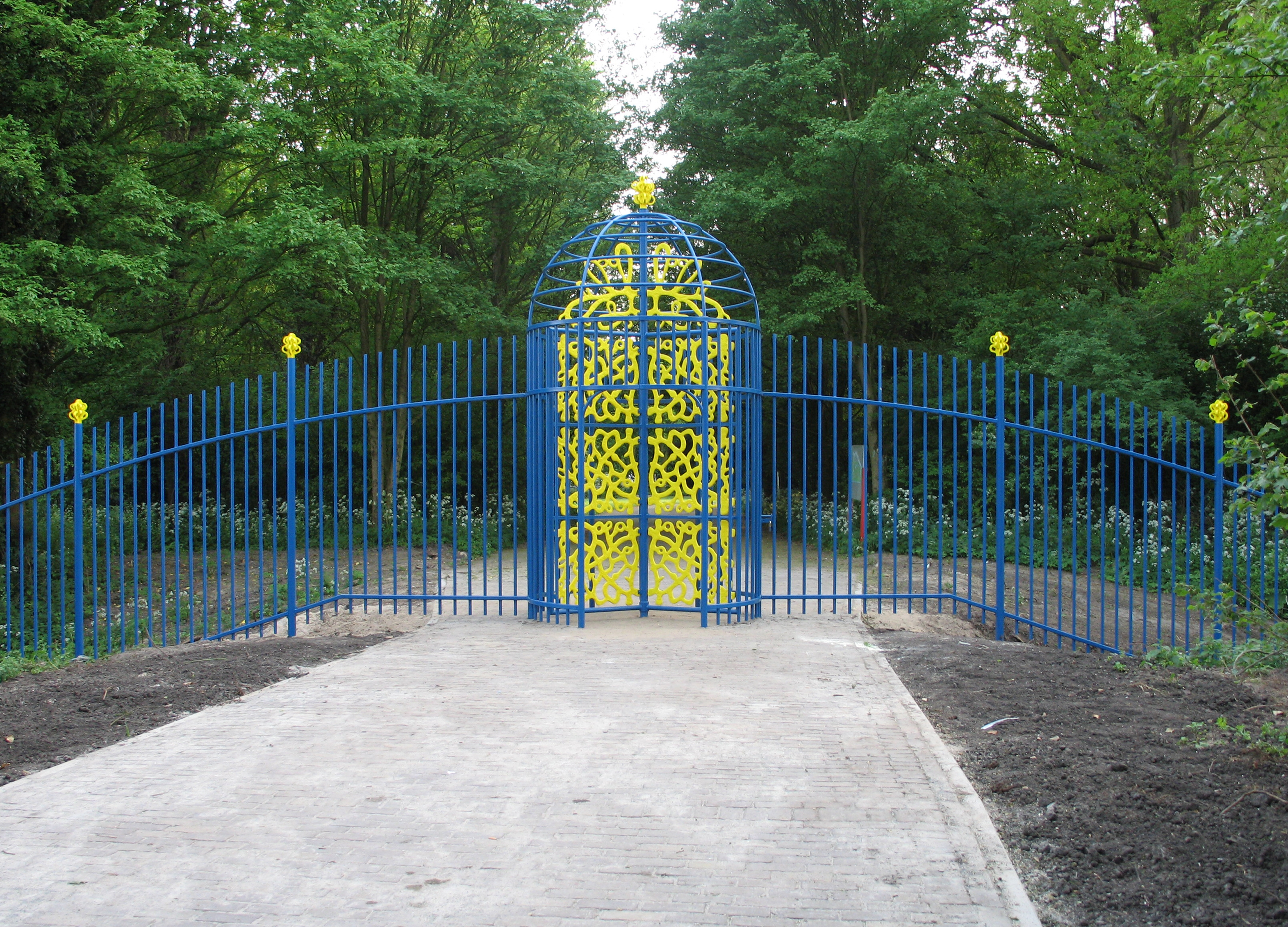
Entree met tourniquet (2006), Amstelpark
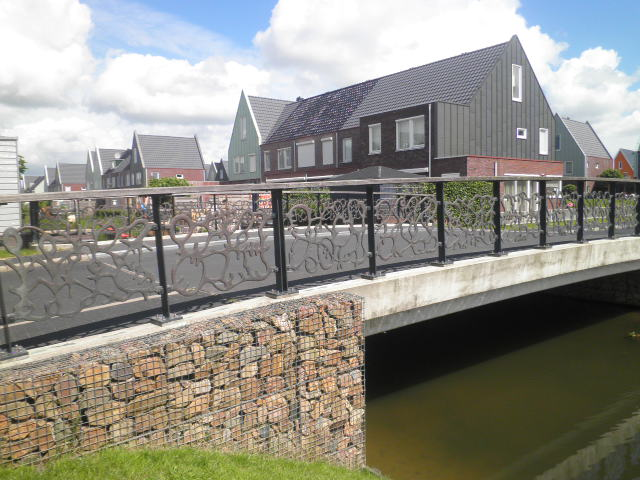
Zeewierbrug (2007), Zwaag
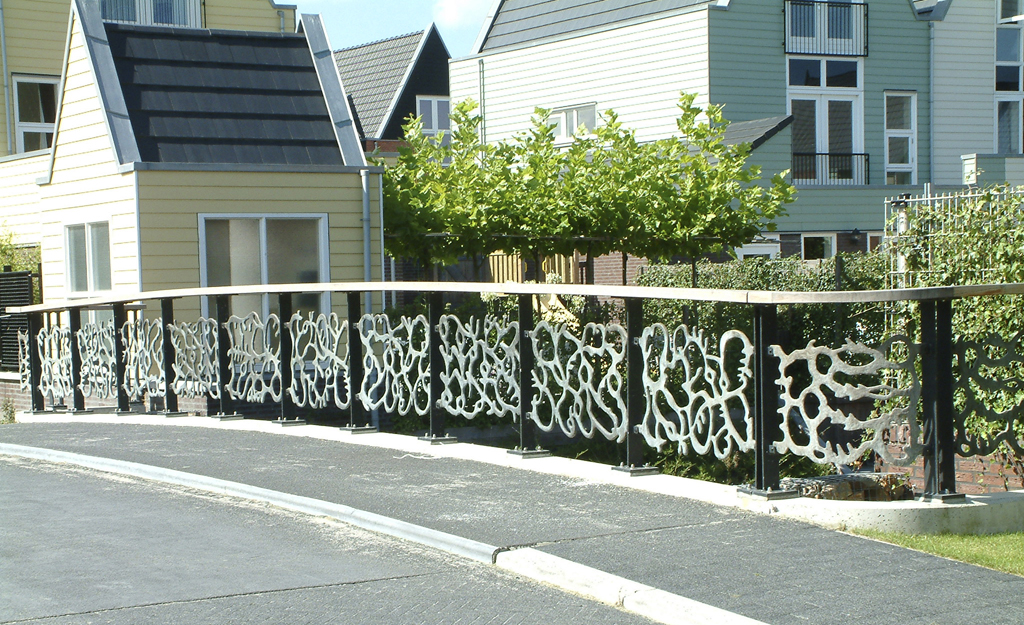
Zeewierbrug (2007), zijaanzicht, Zwaag
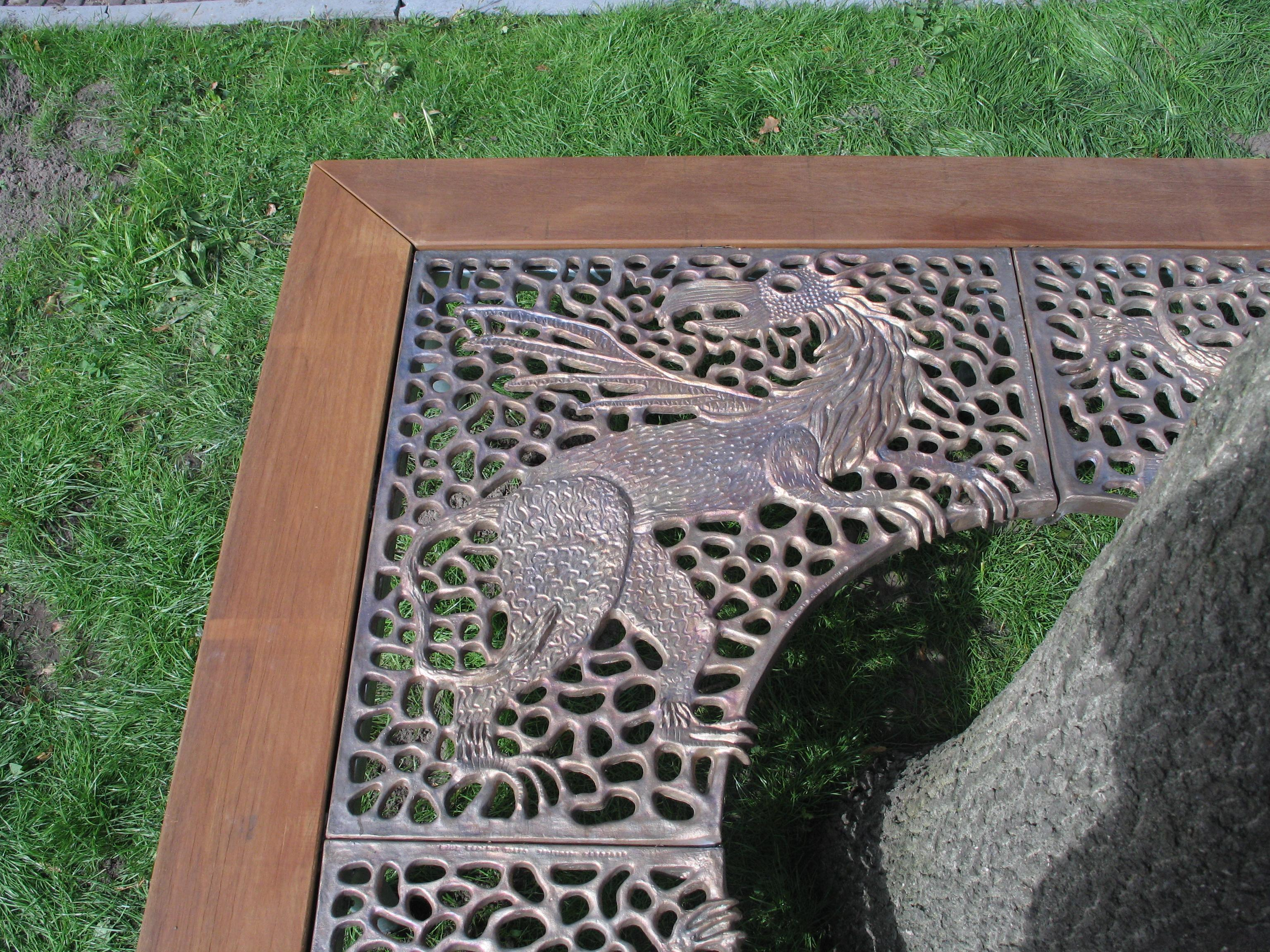
De Griffioenen (2008), boomrooster, Heemstede
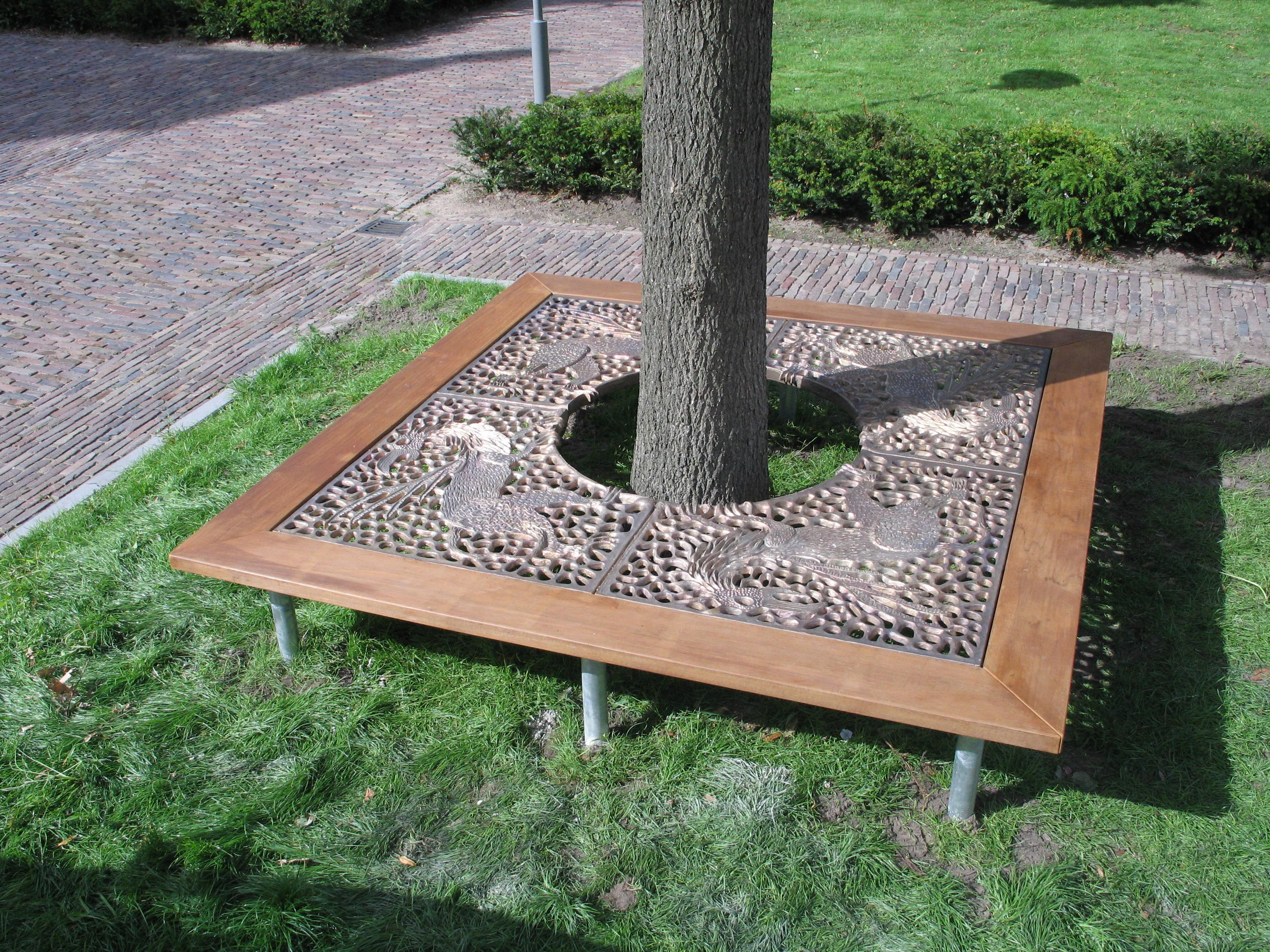
De Griffioenen (2008), boomrooster, Heemstede
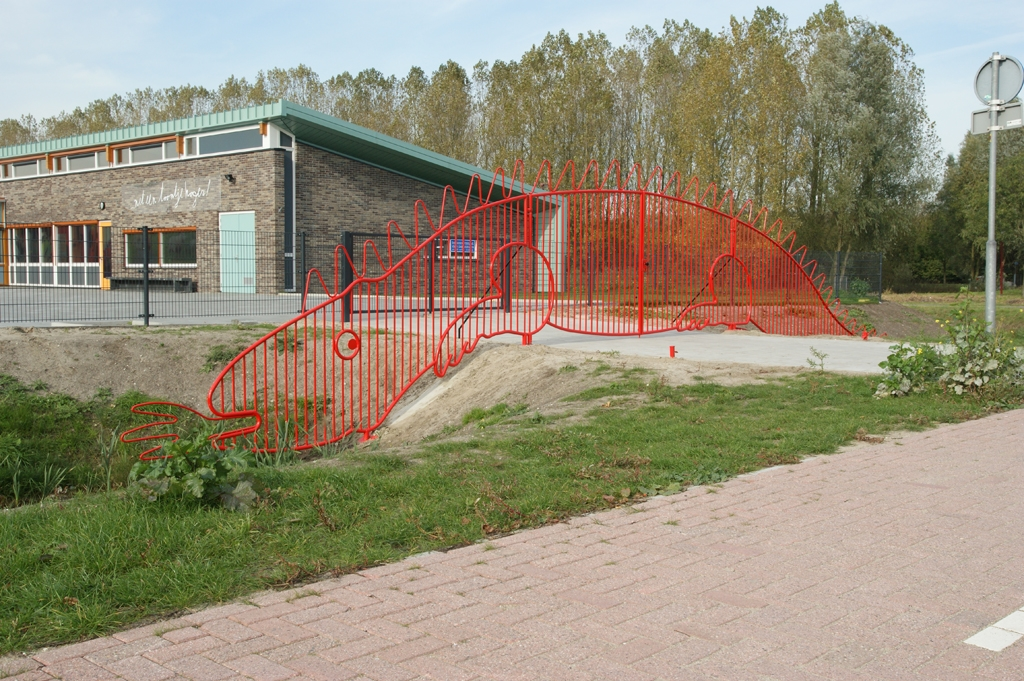
Draakhek (2010), Nieuwegein
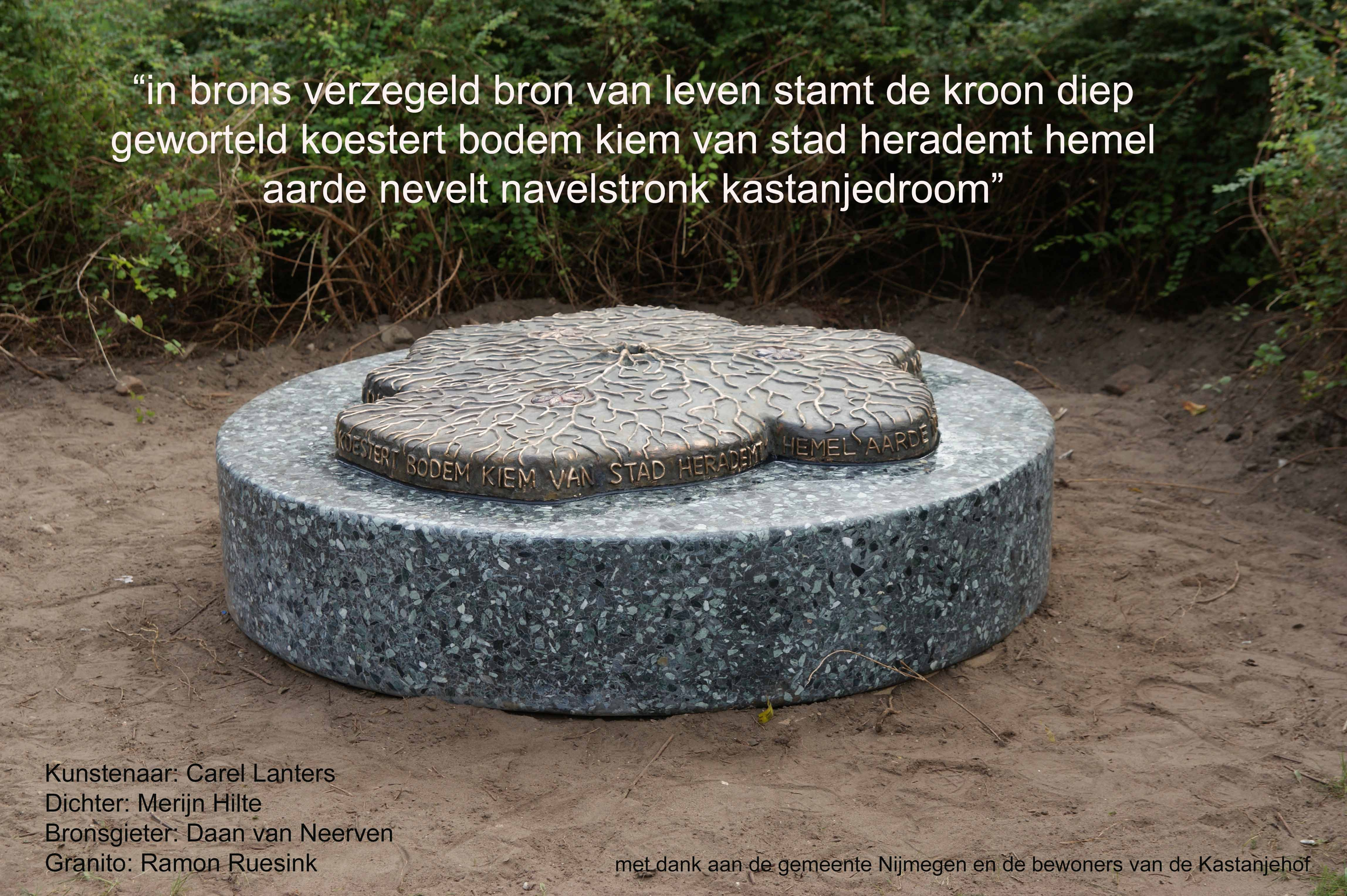
Kastanjedroom 2 (2014), Nijmegen
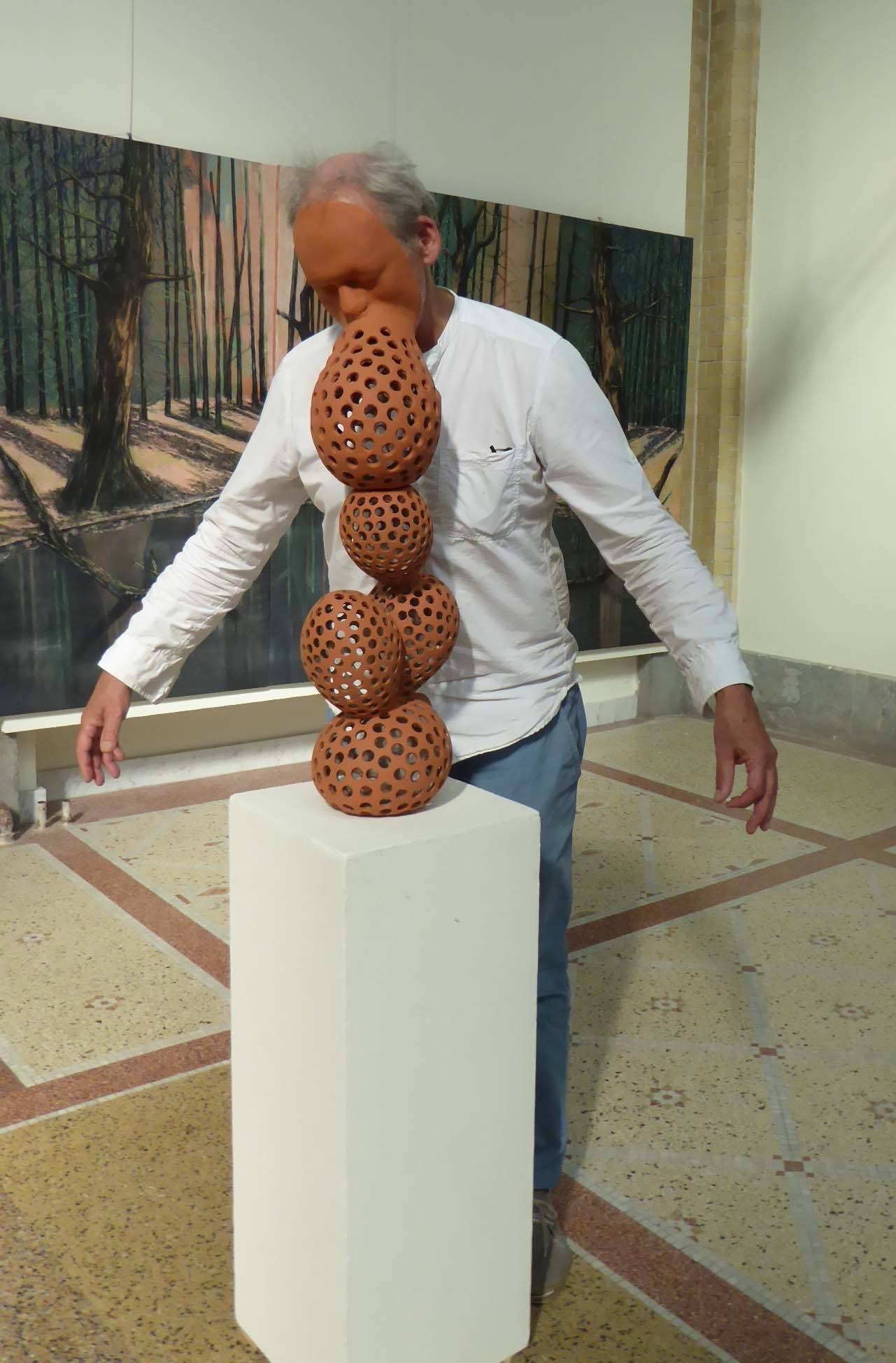
Fernweh (2015)
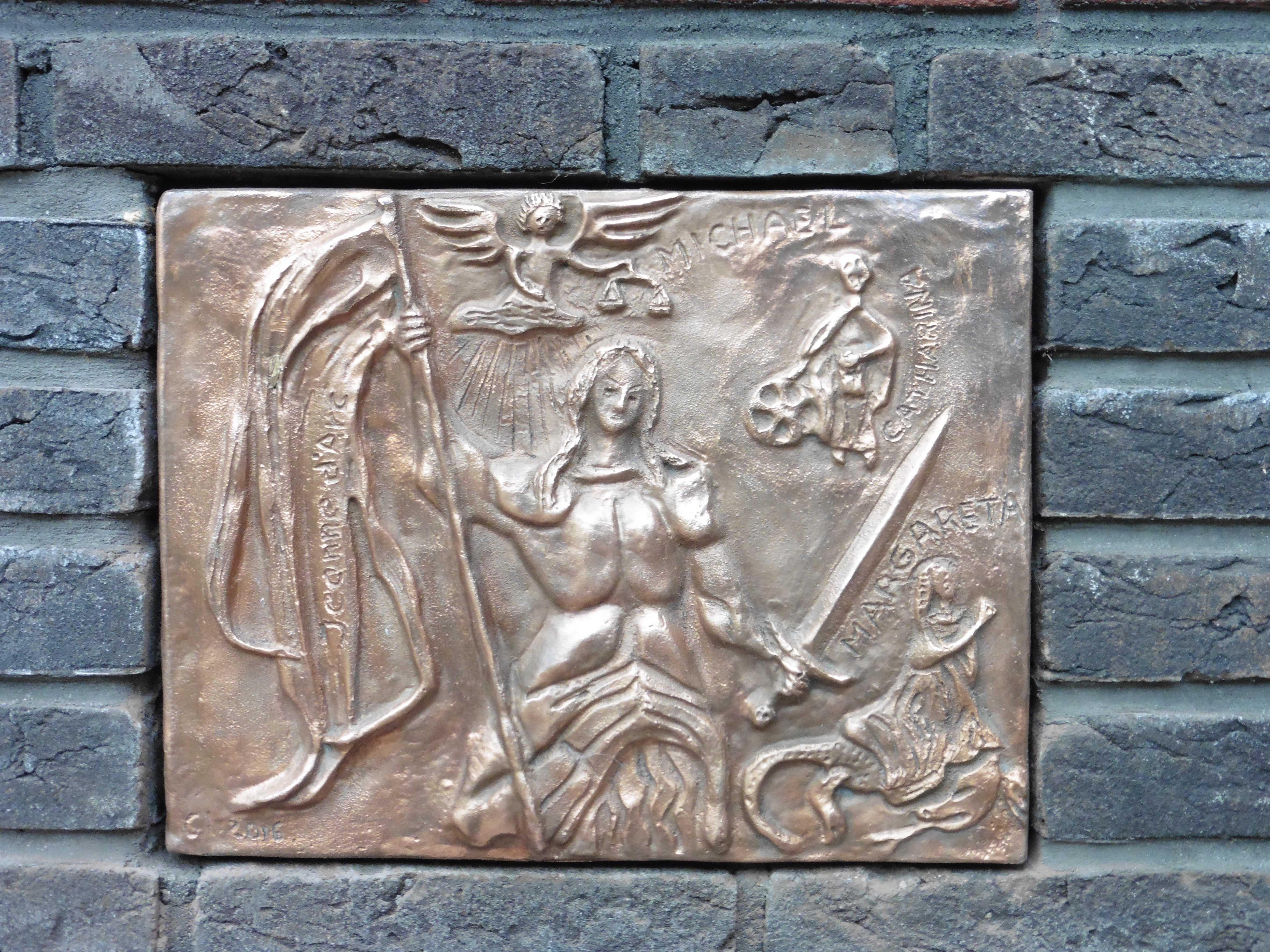
Plaquette (2016), Arnhem
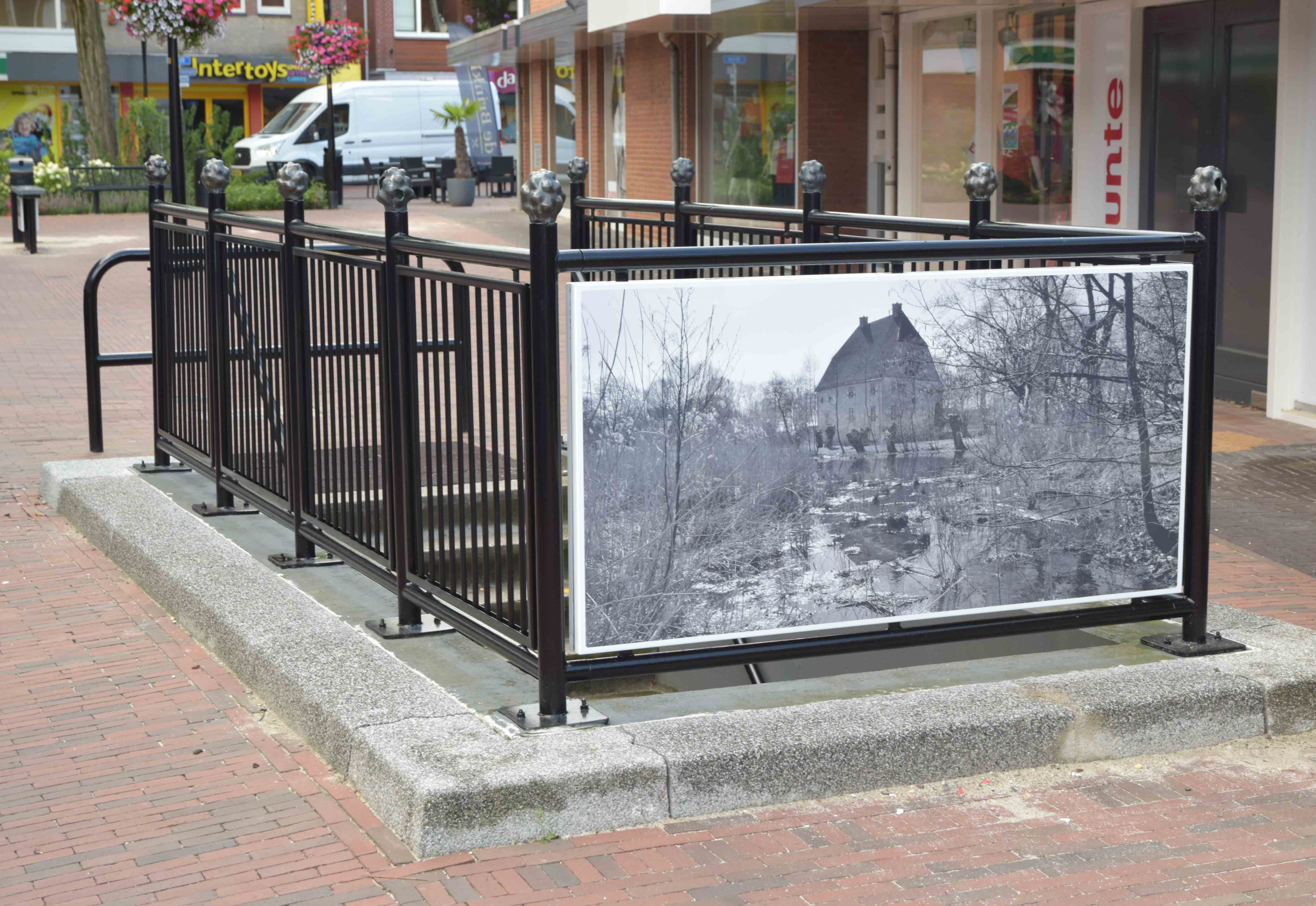
17 emaille borden met fotografische afbeeldingen van plaatsten aan de rivier de Berkel; van brons tot monding. zie website
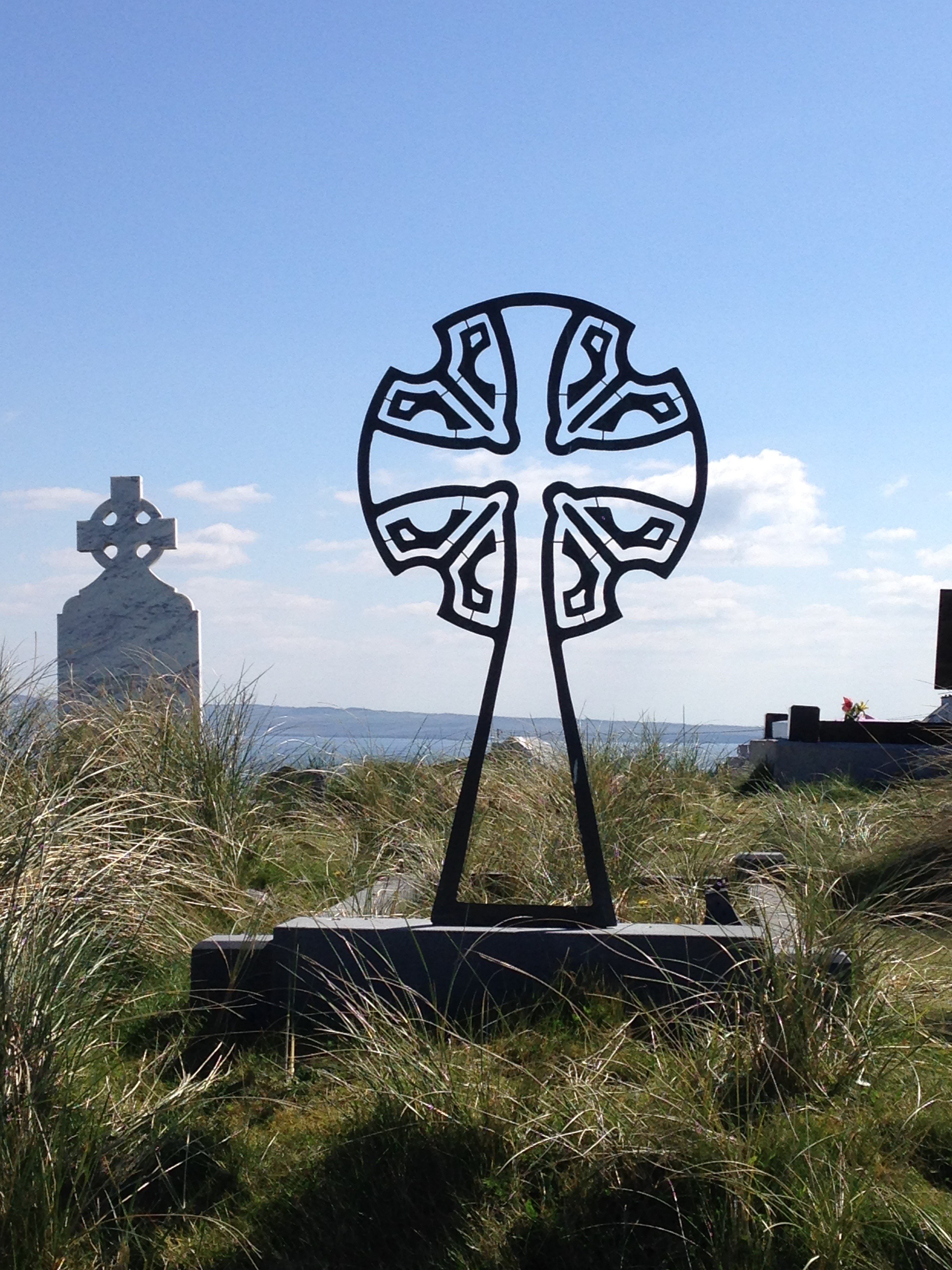
st Quivan's cross in the graveyard of Inis Oírr
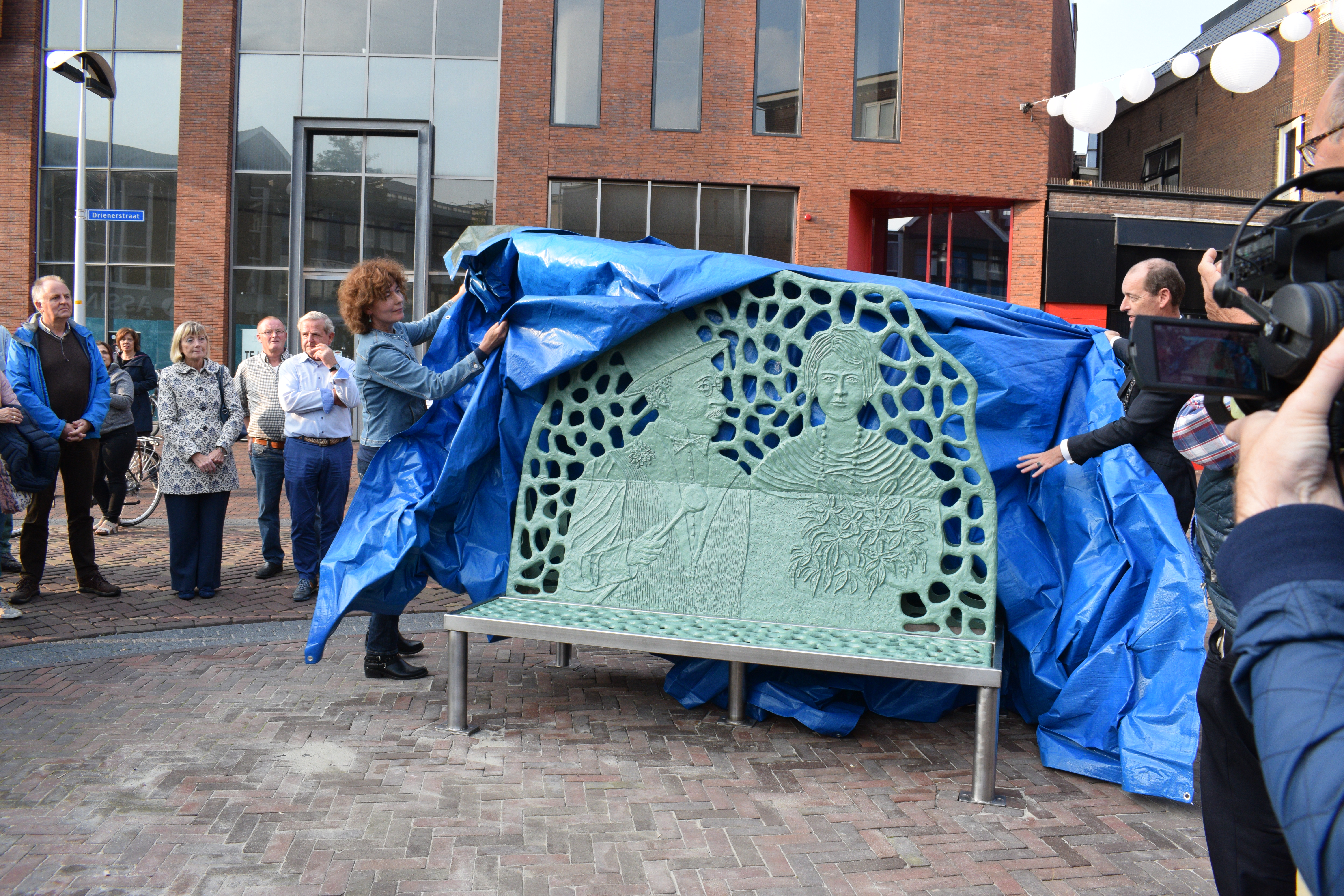
Menthol en Roosje (de onthulling) zie website